# Bythocaris cryonesus
Bythocaris cryonesus är en kräftdjursart som beskrevs av Bowman och Manning 1972. Bythocaris cryonesus ingår i släktet Bythocaris och familjen Hippolytidae. Inga underarter finns listade i Catalogue of Life.